# Interlands Estisch voetbalelftal 2000-2009
Deze pagina toont een chronologisch en gedetailleerd overzicht van de interlands die het Estisch voetbalelftal heeft gespeeld in de periode 2000 – 2009.

## Interlands

### 2000
|                                                 |                                                                     |       |                                            |                                                                                           |
| 23 februari King's Cup № 209 «onderlinge duels» | Finland                                                             | 4 – 2 | Estland                                    | Rajamangala Stadion, Bangkok Toeschouwers: 20.000 Scheidsrechter: Abdul Halim Hamid (MAS) |
| 23 februari King's Cup № 209 «onderlinge duels» | Mika Kottila 12' Marko Tuomela 14' Mika Kottila 56' Shefki Kuqi 60' |       | 71' (pen.) Indrek Zelinski 84' Andres Oper | Rajamangala Stadion, Bangkok Toeschouwers: 20.000 Scheidsrechter: Abdul Halim Hamid (MAS) |

|                                                 |                                         |       |                        |                                                                                           |
| 25 februari King's Cup № 210 «onderlinge duels» | Thailand                                | 2 – 1 | Estland                | Rajamangala Stadion, Bangkok Toeschouwers: 50.000 Scheidsrechter: Abdul Halim Hamid (MAS) |
| 25 februari King's Cup № 210 «onderlinge duels» | Pipat Thonkanya 23' Pipat Thonkanya 35' |       | 67' (pen.) Martin Reim | Rajamangala Stadion, Bangkok Toeschouwers: 50.000 Scheidsrechter: Abdul Halim Hamid (MAS) |

|                                                     |                |       |                 |                                                                                       |
| 26 april Vriendschappelijk № 211 «onderlinge duels» | Luxemburg      | 1 – 1 | Estland         | Stade Josy Barthel, Luxemburg Toeschouwers: 1.200 Scheidsrechter: Roelof Luinge (NED) |
| 26 april Vriendschappelijk № 211 «onderlinge duels» | Jean Vanek 90' |       | 83' Andres Oper | Stade Josy Barthel, Luxemburg Toeschouwers: 1.200 Scheidsrechter: Roelof Luinge (NED) |

|                                                   |                                |       |             |                                                                                  |
| 4 juni Vriendschappelijk № 212 «onderlinge duels» | Estland                        | 2 – 0 | Wit-Rusland | Kadrioru Stadion, Tallinn Toeschouwers: 1.800 Scheidsrechter: Petteri Kari (FIN) |
| 4 juni Vriendschappelijk № 212 «onderlinge duels» | Andres Oper 4' Andres Oper 82' |       |             | Kadrioru Stadion, Tallinn Toeschouwers: 1.800 Scheidsrechter: Petteri Kari (FIN) |

|                                                    |                  |       |         |                                                                                 |
| 11 juni Vriendschappelijk № 213 «onderlinge duels» | Estland          | 1 – 0 | Georgië | Kadrioru Stadion, Tallinn Toeschouwers: 1.200 Scheidsrechter: Sten Kaldma (EST) |
| 11 juni Vriendschappelijk № 213 «onderlinge duels» | Raio Piiroja 17' |       |         | Kadrioru Stadion, Tallinn Toeschouwers: 1.200 Scheidsrechter: Sten Kaldma (EST) |

|                                                                |                 |       |         |                                                                                 |
| 16 augustus WK-kwalificatie № 214 «onderlinge duels» 18:00 uur | Estland         | 1 – 0 | Andorra | Kadrioru Stadion, Tallinn Toeschouwers: 1.695 Scheidsrechter: Zoran Arsić (YUG) |
| 16 augustus WK-kwalificatie № 214 «onderlinge duels» 18:00 uur | Martin Reim 64' |       |         | Kadrioru Stadion, Tallinn Toeschouwers: 1.695 Scheidsrechter: Zoran Arsić (YUG) |

|                                                                |                 |       |                                                  |                                                                                   |
| 3 september WK-kwalificatie № 215 «onderlinge duels» 17:00 uur | Estland         | 1 – 3 | Portugal                                         | Kadrioru Stadion, Tallinn Toeschouwers: 4.700 Scheidsrechter: Charles Agius (MLT) |
| 3 september WK-kwalificatie № 215 «onderlinge duels» 17:00 uur | Andres Oper 84' |       | 14' Rui Costa 49' Luís Figo 57' Ricardo Sá Pinto | Kadrioru Stadion, Tallinn Toeschouwers: 4.700 Scheidsrechter: Charles Agius (MLT) |

|                                                              |                                |       |                                 |                                                                                     |
| 7 oktober WK-kwalificatie № 216 «onderlinge duels» 16:00 uur | Andorra                        | 1 – 2 | Estland                         | Estadi Comunal, Andorra la Vella Toeschouwers: 650 Scheidsrechter: Dani Koren (ISR) |
| 7 oktober WK-kwalificatie № 216 «onderlinge duels» 16:00 uur | Justo Ruíz González 90' (pen.) |       | 54' Martin Reim 65' Andres Oper | Estadi Comunal, Andorra la Vella Toeschouwers: 650 Scheidsrechter: Dani Koren (ISR) |

|                                                               |                                     |       |         |                                                                               |
| 11 oktober WK-kwalificatie № 217 «onderlinge duels» 19:30 uur | Ierland                             | 2 – 0 | Estland | Lansdowne Road, Dublin Toeschouwers: 34.962 Scheidsrechter: Terje Hauge (NOR) |
| 11 oktober WK-kwalificatie № 217 «onderlinge duels» 19:30 uur | Mark Kinsella 25' Richard Dunne 50' |       |         | Lansdowne Road, Dublin Toeschouwers: 34.962 Scheidsrechter: Terje Hauge (NOR) |

|                                                        |                   |       |          |                                                                                  |
| 15 november Vriendschappelijk № 218 «onderlinge duels» | Estland           | 1 – 0 | Kirgizië | Linnastaadion, Kuressaare Toeschouwers: 800 Scheidsrechter: Oleg Timofeyev (EST) |
| 15 november Vriendschappelijk № 218 «onderlinge duels» | Aivar Anniste 55' |       |          | Linnastaadion, Kuressaare Toeschouwers: 800 Scheidsrechter: Oleg Timofeyev (EST) |

|                                                        |                 |       |                                         |                                                                                          |
| 10 december Vriendschappelijk № 219 «onderlinge duels» | Hongkong        | 1 – 2 | Estland                                 | Hong Kong Stadion, Hongkong Toeschouwers: 1.500 Scheidsrechter: Kacuhiko Matsumura (JPN) |
| 10 december Vriendschappelijk № 219 «onderlinge duels» | Chan Ho-Man 20' |       | 53' Indrek Zelinski 58' Indrek Zelinski | Hong Kong Stadion, Hongkong Toeschouwers: 1.500 Scheidsrechter: Kacuhiko Matsumura (JPN) |

### 2001
|                                                     |                                                                           |       |                                                       |                                                                                  |
| 19 maart Vriendschappelijk № 220 «onderlinge duels» | Egypte                                                                    | 3 – 3 | Estland                                               | Cairo Stadium, Caïro Toeschouwers: 3.500 Scheidsrechter: Gamal Al-Ghandour (EGY) |
| 19 maart Vriendschappelijk № 220 «onderlinge duels» | Walid Salah Abdel Latif 30' Mazhar Abdel Rahman 62' Ahmed Salah Hosny 90' |       | 34' Andres Oper 55' Marko Kristal 87' Kristen Viikmäe | Cairo Stadium, Caïro Toeschouwers: 3.500 Scheidsrechter: Gamal Al-Ghandour (EGY) |

|                                                             |                                               |       |                                    |                                                                                     |
| 28 maart WK-kwalificatie № 221 «onderlinge duels» 19:00 uur | Cyprus                                        | 2 – 2 | Estland                            | Tsirion Stadion, Limassol Toeschouwers: 3.000 Scheidsrechter: Tomasz Mikulski (POL) |
| 28 maart WK-kwalificatie № 221 «onderlinge duels» 19:00 uur | Michalis Konstantinou 47' Yiannakis Okkas 65' |       | 75' Marko Kristal 77' Raio Piiroja | Tsirion Stadion, Limassol Toeschouwers: 3.000 Scheidsrechter: Tomasz Mikulski (POL) |

|                                                     |          |       |         |                                                                                          |
| 25 april Vriendschappelijk № 222 «onderlinge duels» | Moldavië | 0 – 0 | Estland | Stadionul Republican, Chisinau Toeschouwers: 1.500 Scheidsrechter: Viorel Angelini (ROM) |
| 25 april Vriendschappelijk № 222 «onderlinge duels» |          |       |         | Stadionul Republican, Chisinau Toeschouwers: 1.500 Scheidsrechter: Viorel Angelini (ROM) |

|                                                  |                     |       |                   |                                                                                       |
| 9 mei Vriendschappelijk № 223 «onderlinge duels» | Estland             | 1 – 1 | Finland           | Linnastaadionil, Kuressaare Toeschouwers: 1.700 Scheidsrechter: Andrejs Sipailo (LAT) |
| 9 mei Vriendschappelijk № 223 «onderlinge duels» | Kristen Viikmäe 78' |       | 60' Rami Rantanen | Linnastaadionil, Kuressaare Toeschouwers: 1.700 Scheidsrechter: Andrejs Sipailo (LAT) |

|                                                           |                                     |       |                                                                                                  |                                                                                  |
| 2 juni WK-kwalificatie № 224 «onderlinge duels» 19:00 uur | Estland                             | 2 – 4 | Nederland                                                                                        | A. Le Coq Arena, Tallinn Toeschouwers: 9.500 Scheidsrechter: Ceri Richards (WAL) |
| 2 juni WK-kwalificatie № 224 «onderlinge duels» 19:00 uur | Andres Oper 65' Indrek Zelinski 78' |       | 17' (e.d.) Raio Piiroja 86' Ruud van Nistelrooij 89' Patrick Kluivert 90+2' Ruud van Nistelrooij | A. Le Coq Arena, Tallinn Toeschouwers: 9.500 Scheidsrechter: Ceri Richards (WAL) |

|                                                           |         |                                   |         |                                                                                   |
| 6 juni WK-kwalificatie № 225 «onderlinge duels» 18:00 uur | Estland | 0 – 2                             | Ierland | A. Le Coq Arena, Tallinn Toeschouwers: 9.300 Scheidsrechter: Marian Salomir (ROM) |
| 6 juni WK-kwalificatie № 225 «onderlinge duels» 18:00 uur |         | 8' Richard Dunne 39' Matt Holland |         | A. Le Coq Arena, Tallinn Toeschouwers: 9.300 Scheidsrechter: Marian Salomir (ROM) |

|                                                      |                                                                     |       |                     |                                                                                 |
| 3 juli Baltic Cup № 226 «onderlinge duels» 18:30 uur | Letland                                                             | 3 – 1 | Estland             | Daugava Stadion, Riga Toeschouwers: 3.500 Scheidsrechter: Darius Miezelis (LTU) |
| 3 juli Baltic Cup № 226 «onderlinge duels» 18:30 uur | Māris Verpakovskis 41' Marian Pahars 50' Vladimirs Koļesņičenko 90' |       | 47' Indrek Zelinski | Daugava Stadion, Riga Toeschouwers: 3.500 Scheidsrechter: Darius Miezelis (LTU) |

|                                                      | |       |                                 |                                                                            |
| 4 juli Baltic Cup № 227 «onderlinge duels» 18:30 uur | Litouwen | 5 – 2 | Estland                         | Daugava Stadion, Riga Toeschouwers: 500 Scheidsrechter: Roman Lajuks (LAT) |
| 4 juli Baltic Cup № 227 «onderlinge duels» 18:30 uur | Orestas Buitkus 37' Deividas Česnauskis 46' Nerijus Vasiliauskas 73' Valdas Trakys 90' Raimondas Vilėniškis 90+1' |       | 7' Aivar Anniste 35' Mark Švets | Daugava Stadion, Riga Toeschouwers: 500 Scheidsrechter: Roman Lajuks (LAT) |

|                                                                |                                         |       |                                                     |                                                                                |
| 15 augustus WK-kwalificatie № 228 «onderlinge duels» 19:00 uur | Estland                                 | 2 – 2 | Cyprus                                              | A. Le Coq Arena, Tallinn Toeschouwers: 5.000 Scheidsrechter: Oleg Chikun (BLR) |
| 15 augustus WK-kwalificatie № 228 «onderlinge duels» 19:00 uur | Indrek Zelinski 51' Jevgeni Novikov 86' |       | 39' Michalis Konstantinou 69' Michalis Konstantinou | A. Le Coq Arena, Tallinn Toeschouwers: 5.000 Scheidsrechter: Oleg Chikun (BLR) |

|                                                                | |       |         |                                                                                      |
| 5 september WK-kwalificatie № 229 «onderlinge duels» 20:30 uur | Nederland                                                                                              | 5 – 0 | Estland | Philips Stadion, Eindhoven Toeschouwers: 28.000 Scheidsrechter: Kyros Vassaras (GRE) |
| 5 september WK-kwalificatie № 229 «onderlinge duels» 20:30 uur | Boudewijn Zenden 16' Mark van Bommel 26' Phillip Cocu 31' Mark van Bommel 36' Ruud van Nistelrooij 44' |       |         | Philips Stadion, Eindhoven Toeschouwers: 28.000 Scheidsrechter: Kyros Vassaras (GRE) |

|                                                              |                                                                              |       |         |                                                                                     |
| 6 oktober WK-kwalificatie № 230 «onderlinge duels» 18:00 uur | Portugal                                                                     | 5 – 0 | Estland | Estádio da Luz, Lissabon Toeschouwers: 80.000 Scheidsrechter: Hartmut Strampe (GER) |
| 6 oktober WK-kwalificatie № 230 «onderlinge duels» 18:00 uur | João Pinto 29' Nuno Gomes 49' Pedro Pauleta 58' Nuno Gomes 64' Luís Figo 78' |       |         | Estádio da Luz, Lissabon Toeschouwers: 80.000 Scheidsrechter: Hartmut Strampe (GER) |

|                                                        |                                                                                 |       |                                         |                                                                                       |
| 10 november Vriendschappelijk № 231 «onderlinge duels» | Griekenland                                                                     | 4 – 2 | Estland                                 | Nikos Goumasstadion, Athene Toeschouwers: 1.200 Scheidsrechter: Roy Helge Olsen (NOR) |
| 10 november Vriendschappelijk № 231 «onderlinge duels» | Demis Nikolaidis 6' Demis Nikolaidis 10' Vassilis Tsartas 25' Nikos Machlas 39' |       | 44' Kristen Viikmäe 77' Indrek Zelinski | Nikos Goumasstadion, Athene Toeschouwers: 1.200 Scheidsrechter: Roy Helge Olsen (NOR) |

|                                                        |         |       |            |                                                                                  |
| 14 november Vriendschappelijk № 232 «onderlinge duels» | Estland | 0 – 0 | Kazachstan | Lilleküla Stadion, Tallinn Toeschouwers: 500 Scheidsrechter: Margus Kotter (EST) |
| 14 november Vriendschappelijk № 232 «onderlinge duels» |         |       |            | Lilleküla Stadion, Tallinn Toeschouwers: 500 Scheidsrechter: Margus Kotter (EST) |

### 2002
|                                                     |                                    |       |               |                                                                            |
| 14 maart Vriendschappelijk № 233 «onderlinge duels» | Estland                            | 2 – 0 | Saoedi-Arabië | Stadio Enzo Mazotti, Montecatini Terme Toeschouwers: 500 Scheidsrechter: — |
| 14 maart Vriendschappelijk № 233 «onderlinge duels» | Indrek Zelinski 9' Andres Oper 51' |       |               | Stadio Enzo Mazotti, Montecatini Terme Toeschouwers: 500 Scheidsrechter: — |

|                                                     |                                 |       |                            |                                                                                     |
| 27 maart Vriendschappelijk № 234 «onderlinge duels» | Estland                         | 2 – 1 | Rusland                    | A. Le Coq Arena, Tallinn Toeschouwers: 8.000 Scheidsrechter: Peter Fröjdfeldt (SWE) |
| 27 maart Vriendschappelijk № 234 «onderlinge duels» | Andres Oper 10' Andres Oper 85' |       | 18' Vladimir Bestsjastnych | A. Le Coq Arena, Tallinn Toeschouwers: 8.000 Scheidsrechter: Peter Fröjdfeldt (SWE) |

|                                                             |                     |       |         |                                                                                              |
| 18 mei Vriendschappelijk № 235 «onderlinge duels» 19:00 uur | Polen               | 1 – 0 | Estland | Stadion Wojska Polskiego, Warschau Toeschouwers: 6.500 Scheidsrechter: Emil Božinovski (MKD) |
| 18 mei Vriendschappelijk № 235 «onderlinge duels» 19:00 uur | Maciej Żurawski 56' |       |         | Stadion Wojska Polskiego, Warschau Toeschouwers: 6.500 Scheidsrechter: Emil Božinovski (MKD) |

|                                                   |            |                     |         |                                                                                     |
| 21 mei Vriendschappelijk № 236 «onderlinge duels» | San Marino | 0 – 1               | Estland | Stadio Olimpico, Serravalle Toeschouwers: 250 Scheidsrechter: Paolo Dondarini (ITA) |
| 21 mei Vriendschappelijk № 236 «onderlinge duels» |            | 36' Indrek Zelinski |         | Stadio Olimpico, Serravalle Toeschouwers: 250 Scheidsrechter: Paolo Dondarini (ITA) |

|                                                   |         |       |              |                                                                                        |
| 3 juli Vriendschappelijk № 237 «onderlinge duels» | Estland | 0 – 0 | Azerbeidzjan | Linnastaadion, Kuressaare Toeschouwers: 2.200 Scheidsrechter: Nicolai Vollquartz (DEN) |
| 3 juli Vriendschappelijk № 237 «onderlinge duels» |         |       |              | Linnastaadion, Kuressaare Toeschouwers: 2.200 Scheidsrechter: Nicolai Vollquartz (DEN) |

|                                                   |                     |       |                  |                                                                                   |
| 7 juli Vriendschappelijk № 238 «onderlinge duels» | Kazachstan          | 1 – 1 | Estland          | Zentral Stadion, Almaty Toeschouwers: 15.000 Scheidsrechter: Sergei Kapanin (KAZ) |
| 7 juli Vriendschappelijk № 238 «onderlinge duels» | Oleg Litvinenko 39' |       | 42' Meelis Rooba | Zentral Stadion, Almaty Toeschouwers: 15.000 Scheidsrechter: Sergei Kapanin (KAZ) |

|                                                        |                |       |          |                                                                                |
| 21 augustus Vriendschappelijk № 239 «onderlinge duels» | Estland        | 1 – 0 | Moldavië | A. Le Coq Arena, Tallinn Toeschouwers: 1.500 Scheidsrechter: Sten Kaldma (EST) |
| 21 augustus Vriendschappelijk № 239 «onderlinge duels» | Teet Allas 54' |       |          | A. Le Coq Arena, Tallinn Toeschouwers: 1.500 Scheidsrechter: Sten Kaldma (EST) |

|                                                                |         |       |         |                                                                                               |
| 7 september EK-kwalificatie № 240 «onderlinge duels» 18:00 uur | Kroatië | 0 – 0 | Estland | Stadion Gradski vrt, Osijek Toeschouwers: 10.000 Scheidsrechter: Juan Antonio Fernández (ESP) |
| 7 september EK-kwalificatie № 240 «onderlinge duels» 18:00 uur |         |       |         | Stadion Gradski vrt, Osijek Toeschouwers: 10.000 Scheidsrechter: Juan Antonio Fernández (ESP) |

|                                                       |                                                          |       |                                 |                                                                                  |
| 12 oktober Vriendschappelijk № 241 «onderlinge duels» | Estland                                                  | 3 – 2 | Nieuw-Zeeland                   | A. Le Coq Arena, Tallinn Toeschouwers: 3.500 Scheidsrechter: Rune Pedersen (NOR) |
| 12 oktober Vriendschappelijk № 241 «onderlinge duels» | Aivar Anniste 9' Kristen Viikmäe 52' Indrek Zelinski 81' |       | 40' Noah Hickey 44' Aaran Lines | A. Le Coq Arena, Tallinn Toeschouwers: 3.500 Scheidsrechter: Rune Pedersen (NOR) |

|                                                               |         |                 |        |                                                                                  |
| 16 oktober EK-kwalificatie № 242 «onderlinge duels» 19:30 uur | Estland | 0 – 1           | België | A. Le Coq Arena, Tallinn Toeschouwers: 2.500 Scheidsrechter: Michael Riley (ENG) |
| 16 oktober EK-kwalificatie № 242 «onderlinge duels» 19:30 uur |         | 2' Wesley Sonck |        | A. Le Coq Arena, Tallinn Toeschouwers: 2.500 Scheidsrechter: Michael Riley (ENG) |

|                                                        |                                     |       |         |                                                                                  |
| 20 november Vriendschappelijk № 243 «onderlinge duels» | Estland                             | 2 – 0 | IJsland | A. Le Coq Arena, Tallinn Toeschouwers: 1.800 Scheidsrechter: Ben Haverkort (NED) |
| 20 november Vriendschappelijk № 243 «onderlinge duels» | Kristen Viikmäe 75' Andres Oper 84' |       |         | A. Le Coq Arena, Tallinn Toeschouwers: 1.800 Scheidsrechter: Ben Haverkort (NED) |

### 2003
|                                                       |                         |       |         |                                                                                  |
| 9 februari Vriendschappelijk № 244 «onderlinge duels» | Ecuador                 | 1 – 0 | Estland | Estadio Modelo, Guayaquil Toeschouwers: 12.000 Scheidsrechter: Pedro Ramos (ECU) |
| 9 februari Vriendschappelijk № 244 «onderlinge duels» | Iván Hurtado 90' (pen.) |       |         | Estadio Modelo, Guayaquil Toeschouwers: 12.000 Scheidsrechter: Pedro Ramos (ECU) |

|                                                        |                                       |       |                          |                                                                                          |
| 12 februari Vriendschappelijk № 245 «onderlinge duels» | Ecuador                               | 2 – 1 | Estland                  | Estadio Olímpico Atahualpa, Quito Toeschouwers: 3.000 Scheidsrechter: Byron Moreno (ECU) |
| 12 februari Vriendschappelijk № 245 «onderlinge duels» | Johnny Baldeón 24' Johnny Baldeón 48' |       | 68' Vjatšeslav Zahovaiko | Estadio Olímpico Atahualpa, Quito Toeschouwers: 3.000 Scheidsrechter: Byron Moreno (ECU) |

|                                                        |                |       |         |                                                                                            |
| 16 februari Vriendschappelijk № 246 «onderlinge duels» | China          | 1 – 0 | Estland | Wuhan Sports Center Stadium, Wuhan Toeschouwers: 20.000 Scheidsrechter: Junjie Huang (CHN) |
| 16 februari Vriendschappelijk № 246 «onderlinge duels» | Weifeng Li 67' |       |         | Wuhan Sports Center Stadium, Wuhan Toeschouwers: 20.000 Scheidsrechter: Junjie Huang (CHN) |

|                                                               |                                 |       |                   |                                                                                   |
| 29 maart Vriendschappelijk № 247 «onderlinge duels» 12:00 uur | Estland                         | 2 – 1 | Canada            | A. Le Coq Arena, Tallinn Toeschouwers: 2.500 Scheidsrechter: Martin Hansson (SWE) |
| 29 maart Vriendschappelijk № 247 «onderlinge duels» 12:00 uur | Andres Oper 72' Andres Oper 90' |       | 49' Paul Stalteri | A. Le Coq Arena, Tallinn Toeschouwers: 2.500 Scheidsrechter: Martin Hansson (SWE) |

|                                                            |         |       |           |                                                                                  |
| 2 april EK-kwalificatie № 248 «onderlinge duels» 17:00 uur | Estland | 0 – 0 | Bulgarije | A. Le Coq Arena, Tallinn Toeschouwers: 4.000 Scheidsrechter: Konrad Plautz (AUT) |
| 2 april EK-kwalificatie № 248 «onderlinge duels» 17:00 uur |         |       |           | A. Le Coq Arena, Tallinn Toeschouwers: 4.000 Scheidsrechter: Konrad Plautz (AUT) |

|                                                             |         |                                         |         |                                                                                      |
| 30 april EK-kwalificatie № 249 «onderlinge duels» 17:00 uur | Andorra | 0 – 2                                   | Estland | Estadi Comunal, Andorra la Vella Toeschouwers: 4.000 Scheidsrechter: Ali Aydin (TUR) |
| 30 april EK-kwalificatie № 249 «onderlinge duels» 17:00 uur |         | 26' Indrek Zelinski 74' Indrek Zelinski |         | Estadi Comunal, Andorra la Vella Toeschouwers: 4.000 Scheidsrechter: Ali Aydin (TUR) |

|                                                           |                                    |       |         |                                                                                 |
| 7 juni EK-kwalificatie № 250 «onderlinge duels» 18:00 uur | Estland                            | 2 – 0 | Andorra | A. Le Coq Arena, Tallinn Toeschouwers: 3.500 Scheidsrechter: Attila Juhos (HUN) |
| 7 juni EK-kwalificatie № 250 «onderlinge duels» 18:00 uur | Teet Allas 22' Kristen Viikmäe 31' |       |         | A. Le Coq Arena, Tallinn Toeschouwers: 3.500 Scheidsrechter: Attila Juhos (HUN) |

|                                                            |         |                |         |                                                                                |
| 11 juni EK-kwalificatie № 251 «onderlinge duels» 18:00 uur | Estland | 0 – 1          | Kroatië | A. Le Coq Arena, Tallinn Toeschouwers: 6.100 Scheidsrechter: Alain Hamer (LUX) |
| 11 juni EK-kwalificatie № 251 «onderlinge duels» 18:00 uur |         | 76' Niko Kovac |         | A. Le Coq Arena, Tallinn Toeschouwers: 6.100 Scheidsrechter: Alain Hamer (LUX) |

|                                                      |                  |       | |                                                                                       |
| 3 juli Baltic Cup № 252 «onderlinge duels» 17:00 uur | Estland          | 1 – 5 | Litouwen | Valga keskstaadion, Valga Toeschouwers: 1.500 Scheidsrechter: Martin Ingvarsson (SWE) |
| 3 juli Baltic Cup № 252 «onderlinge duels» 17:00 uur | Jaanus Sirel 57' |       | 39' Igoris Morinas 45' Deividas Česnauskis 72' Andrius Velička 84' Marius Bezykornovas 90' Edgaras Česnauskis | Valga keskstaadion, Valga Toeschouwers: 1.500 Scheidsrechter: Martin Ingvarsson (SWE) |

|                                                      |         |       |         |                                                                                      |
| 5 juli Baltic Cup № 253 «onderlinge duels» 20:30 uur | Estland | 0 – 0 | Letland | A. Le Coq Arena, Tallinn Toeschouwers: 1.000 Scheidsrechter: Martin Ingvarsson (SWE) |
| 5 juli Baltic Cup № 253 «onderlinge duels» 20:30 uur |         |       |         | A. Le Coq Arena, Tallinn Toeschouwers: 1.000 Scheidsrechter: Martin Ingvarsson (SWE) |

|                                                                  |                   |       |                                              |                                                                                       |
| 20 augustus Vriendschappelijk № 254 «onderlinge duels» 19:30 uur | Estland           | 1 – 2 | Polen                                        | A. Le Coq Arena, Tallinn Toeschouwers: 4.500 Scheidsrechter: Stefan Johannesson (SWE) |
| 20 augustus Vriendschappelijk № 254 «onderlinge duels» 19:30 uur | Marek Lemsalu 90' |       | 51' Radosław Sobolewski 89' Artur Wichniarek | A. Le Coq Arena, Tallinn Toeschouwers: 4.500 Scheidsrechter: Stefan Johannesson (SWE) |

|                                                                |                                        |       |         |                                                                                         |
| 6 september EK-kwalificatie № 255 «onderlinge duels» 17:00 uur | Bulgarije                              | 2 – 0 | Estland | Vasil Levski Stadion, Sofia Toeschouwers: 25.128 Scheidsrechter: Franz-Xaver Wack (GER) |
| 6 september EK-kwalificatie № 255 «onderlinge duels» 17:00 uur | Martin Petrov 16' Dimitar Berbatov 66' |       |         | Vasil Levski Stadion, Sofia Toeschouwers: 25.128 Scheidsrechter: Franz-Xaver Wack (GER) |

|                                                               |                                           |       |         |                                                                                 |
| 11 oktober EK-kwalificatie № 256 «onderlinge duels» 20:15 uur | België                                    | 2 – 0 | Estland | Stade Sclessin, Luik Toeschouwers: 20.000 Scheidsrechter: Massimo Busacca (SUI) |
| 11 oktober EK-kwalificatie № 256 «onderlinge duels» 20:15 uur | Raio Piiroja 44' (e.d.) Thomas Buffel 60' |       |         | Stade Sclessin, Luik Toeschouwers: 20.000 Scheidsrechter: Massimo Busacca (SUI) |

|                                                                  |                                  |       |         |                                                                                      |
| 15 november Vriendschappelijk № 257 «onderlinge duels» 18:00 uur | Albanië                          | 2 – 0 | Estland | Qemal Stafastadion, Tirana Toeschouwers: 5.000 Scheidsrechter: Georgios Douros (GRE) |
| 15 november Vriendschappelijk № 257 «onderlinge duels» 18:00 uur | Adrian Aliaj 26' Alban Bushi 81' |       |         | Qemal Stafastadion, Tirana Toeschouwers: 5.000 Scheidsrechter: Georgios Douros (GRE) |

|                                                                  |           |                  |         |                                                                                    |
| 19 november Vriendschappelijk № 258 «onderlinge duels» 17:00 uur | Hongarije | 0 – 1            | Estland | Stadion Üllői út, Boedapest Toeschouwers: 5.000 Scheidsrechter: Milan Šedivý (CZE) |
| 19 november Vriendschappelijk № 258 «onderlinge duels» 17:00 uur |           | 86' Meelis Rooba |         | Stadion Üllői út, Boedapest Toeschouwers: 5.000 Scheidsrechter: Milan Šedivý (CZE) |

|                                                        |                 |       |                          |                                                                                               |
| 17 december Vriendschappelijk № 259 «onderlinge duels» | Saoedi-Arabië   | 1 – 1 | Estland                  | Prins Mohamed bin Fahd Stadion, Dammam Toeschouwers: — Scheidsrechter: Omar Al-Mehannah (KSA) |
| 17 december Vriendschappelijk № 259 «onderlinge duels» | Redha Tukar 28' |       | 41' Vjatšeslav Zahovaiko | Prins Mohamed bin Fahd Stadion, Dammam Toeschouwers: — Scheidsrechter: Omar Al-Mehannah (KSA) |

|                                                        |                                                             |       |                     | |
| 20 december Vriendschappelijk № 260 «onderlinge duels» | Oman                                                        | 3 – 1 | Estland             | Sultan Qaboos Sports Complex, Muscat Toeschouwers: 1.200 Scheidsrechter: Abdullah Al-Harrasi (OMA) |
| 20 december Vriendschappelijk № 260 «onderlinge duels» | Martin Kaalma 6' (e.d.) Hashim Saleh 72' Hani Al-Dhabat 80' |       | 45' Indrek Zelinski | Sultan Qaboos Sports Complex, Muscat Toeschouwers: 1.200 Scheidsrechter: Abdullah Al-Harrasi (OMA) |

### 2004
|                                                               |                       |       |                                    |                                                                                 |
| 14 februari Malta Toernooi № 261 «onderlinge duels» 14:00 uur | Wit-Rusland           | 1 – 2 | Estland                            | Ta' Qali Stadium, Ta' Qali Toeschouwers: 200 Scheidsrechter: Adrian Casha (MLT) |
| 14 februari Malta Toernooi № 261 «onderlinge duels» 14:00 uur | Valeriy Tarasenko 89' |       | 13' Meelis Rooba 44' Marek Lemsalu | Ta' Qali Stadium, Ta' Qali Toeschouwers: 200 Scheidsrechter: Adrian Casha (MLT) |

|                                                               |                                                                                          |       |                                           |                                                                                   |
| 16 februari Malta Toernooi № 262 «onderlinge duels» 18:15 uur | Malta                                                                                    | 5 – 2 | Estland                                   | Ta' Qali Stadium, Ta' Qali Toeschouwers: 500 Scheidsrechter: Ghenadie Orlic (MDA) |
| 16 februari Malta Toernooi № 262 «onderlinge duels» 18:15 uur | Etienne Barbara 12' Brian Said 28' Noel Turner 58' Etienne Barbara 60' Antoine Zahra 87' |       | 16' Vjatšeslav Zahovaiko 45' Raio Piiroja | Ta' Qali Stadium, Ta' Qali Toeschouwers: 500 Scheidsrechter: Ghenadie Orlic (MDA) |

|                                                               |                   |       |          |                                                                                  |
| 18 februari Malta Toernooi № 263 «onderlinge duels» 16:00 uur | Estland           | 1 – 0 | Moldavië | Ta' Qali Stadium, Ta' Qali Toeschouwers: 100 Scheidsrechter: Lawrie Sammut (MLT) |
| 18 februari Malta Toernooi № 263 «onderlinge duels» 16:00 uur | Joel Lindpere 58' |       |          | Ta' Qali Stadium, Ta' Qali Toeschouwers: 100 Scheidsrechter: Lawrie Sammut (MLT) |

|                                                               |         |                 |               |                                                                                 |
| 31 maart Vriendschappelijk № 264 «onderlinge duels» 16:00 uur | Estland | 0 – 1           | Noord-Ierland | A. Le Coq Arena, Tallinn Toeschouwers: 2.000 Scheidsrechter: Petteri Kari (FIN) |
| 31 maart Vriendschappelijk № 264 «onderlinge duels» 16:00 uur |         | 45' David Healy |               | A. Le Coq Arena, Tallinn Toeschouwers: 2.000 Scheidsrechter: Petteri Kari (FIN) |

|                                                               |                     |       |                  |                                                                                    |
| 28 april Vriendschappelijk № 265 «onderlinge duels» 20:00 uur | Estland             | 1 – 1 | Albanië          | A. Le Coq Arena, Tallinn Toeschouwers: 1.700 Scheidsrechter: Andrejs Sipailo (LAT) |
| 28 april Vriendschappelijk № 265 «onderlinge duels» 20:00 uur | Kristen Viikmäe 80' |       | 51' Adrian Aliaj | A. Le Coq Arena, Tallinn Toeschouwers: 1.700 Scheidsrechter: Andrejs Sipailo (LAT) |

|                                                             |         |                    |           |                                                                                  |
| 27 mei Vriendschappelijk № 266 «onderlinge duels» 20:30 uur | Estland | 0 – 1              | Schotland | A. Le Coq Arena, Tallinn Toeschouwers: 4.000 Scheidsrechter: Tonny Poulsen (DEN) |
| 27 mei Vriendschappelijk № 266 «onderlinge duels» 20:30 uur |         | 76' James McFadden |           | A. Le Coq Arena, Tallinn Toeschouwers: 4.000 Scheidsrechter: Tonny Poulsen (DEN) |

|                                                             |                                       |       |                                         |                                                                                |
| 30 mei Vriendschappelijk № 267 «onderlinge duels» 19:00 uur | Estland                               | 2 – 2 | Denemarken                              | A. Le Coq Arena, Tallinn Toeschouwers: 4.800 Scheidsrechter: Ruud Bossen (NED) |
| 30 mei Vriendschappelijk № 267 «onderlinge duels» 19:00 uur | Kristen Viikmäe 76' Joel Lindpere 90' |       | 28' Jon Dahl Tomasson 79' Kenneth Pérez | A. Le Coq Arena, Tallinn Toeschouwers: 4.800 Scheidsrechter: Ruud Bossen (NED) |

|                                                             |                                |       |         |                                                                                    |
| 6 juni Vriendschappelijk № 268 «onderlinge duels» 17:15 uur | Tsjechië                       | 2 – 0 | Estland | Na Stínadlech, Teplice Toeschouwers: 12.000 Scheidsrechter: Bernhard Brugger (AUT) |
| 6 juni Vriendschappelijk № 268 «onderlinge duels» 17:15 uur | Milan Baroš 6' Milan Baroš 22' |       |         | Na Stínadlech, Teplice Toeschouwers: 12.000 Scheidsrechter: Bernhard Brugger (AUT) |

|                                                              |                                             |       |                                                                           |                                                                                     |
| 11 juni Vriendschappelijk № 269 «onderlinge duels» 18:00 uur | Estland                                     | 2 – 4 | Macedonië                                                                 | A. Le Coq Arena, Tallinn Toeschouwers: 2.200 Scheidsrechter: Peter Fröjdfeldt (SWE) |
| 11 juni Vriendschappelijk № 269 «onderlinge duels» 18:00 uur | Vjatšeslav Zahovaiko 54' Ingemar Teever 65' |       | 11' Goce Sedloski 15' Goran Popov 31' Goran Pandev 66' Vlatko Grozdanoski | A. Le Coq Arena, Tallinn Toeschouwers: 2.200 Scheidsrechter: Peter Fröjdfeldt (SWE) |

|                                                                |                  |       |                                       |                                                                          |
| 18 augustus WK-kwalificatie № 270 «onderlinge duels» 20:15 uur | Liechtenstein    | 1 – 2 | Estland                               | Rheinpark, Vaduz Toeschouwers: 912 Scheidsrechter: Emil Bozinovski (MKD) |
| 18 augustus WK-kwalificatie № 270 «onderlinge duels» 20:15 uur | Fabio D'Elia 49' |       | 34' Kristen Viikmäe 80' Joel Lindpere | Rheinpark, Vaduz Toeschouwers: 912 Scheidsrechter: Emil Bozinovski (MKD) |

|                                                                |                                                                                |       |           |                                                                               |
| 4 september WK-kwalificatie № 271 «onderlinge duels» 18:00 uur | Estland                                                                        | 4 – 0 | Luxemburg | A. Le Coq Arena, Tallinn Toeschouwers: 3.000 Scheidsrechter: Alan Kelly (IRL) |
| 4 september WK-kwalificatie № 271 «onderlinge duels» 18:00 uur | Ingemar Teever 7' Manou Schauls 41' (e.d.) Andres Oper 61' Kristen Viikmäe 67' |       |           | A. Le Coq Arena, Tallinn Toeschouwers: 3.000 Scheidsrechter: Alan Kelly (IRL) |

|                                                                |                                                                               |       |         |                                                                                             |
| 8 september WK-kwalificatie № 272 «onderlinge duels» 21:15 uur | Portugal                                                                      | 4 – 0 | Estland | Estádio Magalhães Pessoa, Leiria Toeschouwers: 27.214 Scheidsrechter: Bülent Demirlek (TUR) |
| 8 september WK-kwalificatie № 272 «onderlinge duels» 21:15 uur | Cristiano Ronaldo 75' Hélder Postiga 84' Pedro Pauleta 87' Hélder Postiga 90' |       |         | Estádio Magalhães Pessoa, Leiria Toeschouwers: 27.214 Scheidsrechter: Bülent Demirlek (TUR) |

|                                                               |                                           |       |                                    |                                                                               |
| 13 oktober WK-kwalificatie № 273 «onderlinge duels» 17:00 uur | Letland                                   | 2 – 2 | Estland                            | Skonto stadions, Riga Toeschouwers: 8.500 Scheidsrechter: Florian Meyer (GER) |
| 13 oktober WK-kwalificatie № 273 «onderlinge duels» 17:00 uur | Vitalijs Astafjevs 65' Jurijs Laizans 82' |       | 72' Andres Oper 79' Ingemar Teever | Skonto stadions, Riga Toeschouwers: 8.500 Scheidsrechter: Florian Meyer (GER) |

|                                                                |                                                                                  |       |         |                                                                                     |
| 17 november WK-kwalificatie № 274 «onderlinge duels» 17:00 uur | Rusland                                                                          | 4 – 0 | Estland | Kuban Stadion, Krasnodar Toeschouwers: 28.000 Scheidsrechter: Massimo Busacca (SUI) |
| 17 november WK-kwalificatie № 274 «onderlinge duels» 17:00 uur | Andrei Karyaka 23' Marat Izmailov 25' Dmitry Sychev 32' Dmitry Loskov 67' (pen.) |       |         | Kuban Stadion, Krasnodar Toeschouwers: 28.000 Scheidsrechter: Massimo Busacca (SUI) |

|                                                        |                                                                                             |       |                                                                     |                                                                                          |
| 30 november Vriendschappelijk № 275 «onderlinge duels» | Thailand                                                                                    | 0 – 0 | Estland                                                             | Suphachalasai Stadion, Bangkok Toeschouwers: 35.000 Scheidsrechter: Mat Amin Sukri (MAS) |
| 30 november Vriendschappelijk № 275 «onderlinge duels» |                                                                                             |       |                                                                     | Suphachalasai Stadion, Bangkok Toeschouwers: 35.000 Scheidsrechter: Mat Amin Sukri (MAS) |
| 30 november Vriendschappelijk № 275 «onderlinge duels» | Strafschoppen                                                                               |       |                                                                     | Suphachalasai Stadion, Bangkok Toeschouwers: 35.000 Scheidsrechter: Mat Amin Sukri (MAS) |
| 30 november Vriendschappelijk № 275 «onderlinge duels» | Therdsak Chaiman Jetsada Puanakunmee Weerayut Jitkundot Nakarin Fuplook Sarayoot Chaikamdee | 4–3   | Ingemar Teever Dmitri Kruglov Enver Jääger Ott Reinumäe Martin Reim | Suphachalasai Stadion, Bangkok Toeschouwers: 35.000 Scheidsrechter: Mat Amin Sukri (MAS) |

|                                                       |                                                                                           |       |         |                                                                                      |
| 2 december Vriendschappelijk № 276 «onderlinge duels» | Hongarije                                                                                 | 5 – 0 | Estland | Suphachalasai Stadion, Bangkok Toeschouwers: 800 Scheidsrechter: Satop Tonghan (THA) |
| 2 december Vriendschappelijk № 276 «onderlinge duels» | Henrik Rósa 12' Róbert Waltner 14' Zsombor Kerekes 19' Péter Rajczi 24' Zoltán Pollák 63' |       |         | Suphachalasai Stadion, Bangkok Toeschouwers: 800 Scheidsrechter: Satop Tonghan (THA) |

### 2005
|                                                                 |                                                                |       |         |                                                                                                   |
| 9 februari Vriendschappelijk № 277 «onderlinge duels» 19:00 uur | Venezuela                                                      | 3 – 0 | Estland | Estadio José Pachencho Romero, Maracaibo Toeschouwers: 8.000 Scheidsrechter: Carlos Vásquez (ECU) |
| 9 februari Vriendschappelijk № 277 «onderlinge duels» 19:00 uur | Ricardo Páez 19' Massimo Margiotta 32' Giancarlo Maldonado 81' |       |         | Estadio José Pachencho Romero, Maracaibo Toeschouwers: 8.000 Scheidsrechter: Carlos Vásquez (ECU) |

|                                                             |                 |       |                                     |                                                                                     |
| 26 maart WK-kwalificatie № 278 «onderlinge duels» 17:00 uur | Estland         | 1 – 2 | Slowakije                           | A. Le Coq Arena, Tallinn Toeschouwers: 4.000 Scheidsrechter: Peter Fröjdfeldt (SWE) |
| 26 maart WK-kwalificatie № 278 «onderlinge duels» 17:00 uur | Andres Oper 58' |       | 59' Marek Mintál 66' Ľubomír Reiter | A. Le Coq Arena, Tallinn Toeschouwers: 4.000 Scheidsrechter: Peter Fröjdfeldt (SWE) |

|                                                             |                     |       |                     |                                                                                       |
| 30 maart WK-kwalificatie № 279 «onderlinge duels» 17:00 uur | Estland             | 1 – 1 | Rusland             | A. Le Coq Arena, Tallinn Toeschouwers: 8.850 Scheidsrechter: Gianluca Paparesta (ITA) |
| 30 maart WK-kwalificatie № 279 «onderlinge duels» 17:00 uur | Sergei Terehhov 64' |       | 18' Andrej Arsjavin | A. Le Coq Arena, Tallinn Toeschouwers: 8.850 Scheidsrechter: Gianluca Paparesta (ITA) |

|                                                               |                        |       |                                      |                                                                                |
| 20 april Vriendschappelijk № 280 «onderlinge duels» 17:00 uur | Estland                | 1 – 2 | Noorwegen                            | A. Le Coq Arena, Tallinn Toeschouwers: 4.000 Scheidsrechter: Pieter Vink (NED) |
| 20 april Vriendschappelijk № 280 «onderlinge duels» 17:00 uur | Aleksander Saharov 81' |       | 24' Frode Johnsen 54' Daniel Braaten | A. Le Coq Arena, Tallinn Toeschouwers: 4.000 Scheidsrechter: Pieter Vink (NED) |

|                                                           |                                     |       |               |                                                                                |
| 4 juni WK-kwalificatie № 281 «onderlinge duels» 17:00 uur | Estland                             | 2 – 0 | Liechtenstein | A. Le Coq Arena, Tallinn Toeschouwers: 5.000 Scheidsrechter: Mark Whitby (WAL) |
| 4 juni WK-kwalificatie № 281 «onderlinge duels» 17:00 uur | Andrei Stepanov 27' Andres Oper 57' |       |               | A. Le Coq Arena, Tallinn Toeschouwers: 5.000 Scheidsrechter: Mark Whitby (WAL) |

|                                                           |         |                       |          |                                                                                |
| 8 juni WK-kwalificatie № 282 «onderlinge duels» 19:15 uur | Estland | 0 – 1                 | Portugal | A. Le Coq Arena, Tallinn Toeschouwers: 10.280 Scheidsrechter: Mike Riley (ENG) |
| 8 juni WK-kwalificatie № 282 «onderlinge duels» 19:15 uur |         | 32' Cristiano Ronaldo |          | A. Le Coq Arena, Tallinn Toeschouwers: 10.280 Scheidsrechter: Mike Riley (ENG) |

|                                                                  |                     |       |                       |                                                                                     |
| 17 augustus Vriendschappelijk № 283 «onderlinge duels» 18:00 uur | Estland             | 1 – 0 | Bosnië en Herzegovina | A. Le Coq Arena, Tallinn Toeschouwers: 4.000 Scheidsrechter: Peter Fröjdfeldt (SWE) |
| 17 augustus Vriendschappelijk № 283 «onderlinge duels» 18:00 uur | Kristen Viikmäe 35' |       |                       | A. Le Coq Arena, Tallinn Toeschouwers: 4.000 Scheidsrechter: Peter Fröjdfeldt (SWE) |

|                                                                |                                    |       |                   |                                                                                             |
| 3 september WK-kwalificatie № 284 «onderlinge duels» 17:00 uur | Estland                            | 2 – 1 | Letland           | A. Le Coq Arena, Tallinn Toeschouwers: 8.970 Scheidsrechter: Alberto Undiano Mallenco (ESP) |
| 3 september WK-kwalificatie № 284 «onderlinge duels» 17:00 uur | Andres Oper 11' Maksim Smirnov 70' |       | 90' Juris Laizāns | A. Le Coq Arena, Tallinn Toeschouwers: 8.970 Scheidsrechter: Alberto Undiano Mallenco (ESP) |

|                                                              |                  |       |         |                                                                                   |
| 8 oktober WK-kwalificatie № 285 «onderlinge duels» 17:00 uur | Slowakije        | 1 – 0 | Estland | Tehelné Pole, Bratislava Toeschouwers: 12.837 Scheidsrechter: Paul Allaerts (BEL) |
| 8 oktober WK-kwalificatie № 285 «onderlinge duels» 17:00 uur | Peter Hlinka 76' |       |         | Tehelné Pole, Bratislava Toeschouwers: 12.837 Scheidsrechter: Paul Allaerts (BEL) |

|                                                               |           |                                       |         |                                                                                       |
| 12 oktober WK-kwalificatie № 286 «onderlinge duels» 19:15 uur | Luxemburg | 0 – 2                                 | Estland | Stade Josy Barthel, Luxemburg Toeschouwers: 2.010 Scheidsrechter: Selçuk Dereli (TUR) |
| 12 oktober WK-kwalificatie № 286 «onderlinge duels» 19:15 uur |           | 7' Andres Oper 79' (pen.) Andres Oper |         | Stade Josy Barthel, Luxemburg Toeschouwers: 2.010 Scheidsrechter: Selçuk Dereli (TUR) |

|                                                                  |                                    |       |                                      |                                                                                       |
| 12 november Vriendschappelijk № 287 «onderlinge duels» 16:30 uur | Finland                            | 2 – 2 | Estland                              | Finnair Stadion, Helsinki Toeschouwers: 1.900 Scheidsrechter: Grzegorz Gilewski (POL) |
| 12 november Vriendschappelijk № 287 «onderlinge duels» 16:30 uur | Daniel Sjölund 7' Kari Arkivuo 58' |       | 46' Dmitri Kruglov 79' Joel Lindpere | Finnair Stadion, Helsinki Toeschouwers: 1.900 Scheidsrechter: Grzegorz Gilewski (POL) |

|                                                                  |                                                                |       |                    |                                                                                         |
| 16 november Vriendschappelijk № 288 «onderlinge duels» 20:30 uur | Polen                                                          | 3 – 1 | Estland            | Stadion Sportowy KSZO, Ostrowiec Toeschouwers: 8.500 Scheidsrechter: Jouni Hyytiä (FIN) |
| 16 november Vriendschappelijk № 288 «onderlinge duels» 20:30 uur | Mariusz Lewandowski 8' Sebastian Mila 57' Grzegorz Piechna 87' |       | 68' Ingemar Teever | Stadion Sportowy KSZO, Ostrowiec Toeschouwers: 8.500 Scheidsrechter: Jouni Hyytiä (FIN) |

### 2006
|                                                              |                 |       |         |                                                                              |
| 1 maart Vriendschappelijk № 289 «onderlinge duels» 20:00 uur | Noord-Ierland   | 1 – 0 | Estland | Windsor Park, Belfast Toeschouwers: 13.600 Scheidsrechter: Pieter Vink (NED) |
| 1 maart Vriendschappelijk № 289 «onderlinge duels» 20:00 uur | Ivan Sproule 2' |       |         | Windsor Park, Belfast Toeschouwers: 13.600 Scheidsrechter: Pieter Vink (NED) |

|                                                             |                 |       |                   |                                                                                      |
| 28 mei Vriendschappelijk № 290 «onderlinge duels» 18:00 uur | Turkije         | 1 – 1 | Estland           | Millerntor-Stadion, Hamburg Toeschouwers: 6.000 Scheidsrechter: Michael Weiner (GER) |
| 28 mei Vriendschappelijk № 290 «onderlinge duels» 18:00 uur | Gökhan Ünal 53' |       | 87' Tarmo Neemelo | Millerntor-Stadion, Hamburg Toeschouwers: 6.000 Scheidsrechter: Michael Weiner (GER) |

|                                                             |                  |       |               |                                                                                    |
| 31 mei Vriendschappelijk № 291 «onderlinge duels» 17:00 uur | Estland          | 1 – 1 | Nieuw-Zeeland | A. Le Coq Arena, Tallinn Toeschouwers: 3.500 Scheidsrechter: Peter Rasmussen (DEN) |
| 31 mei Vriendschappelijk № 291 «onderlinge duels» 17:00 uur | Ragnar Klavan 3' |       | 27' Danny Hay | A. Le Coq Arena, Tallinn Toeschouwers: 3.500 Scheidsrechter: Peter Rasmussen (DEN) |

|                                                                |         |                   |           |                                                                                      |
| 16 augustus EK-kwalificatie № 292 «onderlinge duels» 18:00 uur | Estland | 0 – 1             | Macedonië | A. Le Coq Arena, Tallinn Toeschouwers: 7.500 Scheidsrechter: Kristin Jakobsson (ISL) |
| 16 augustus EK-kwalificatie № 292 «onderlinge duels» 18:00 uur |         | 73' Goce Sedloski |           | A. Le Coq Arena, Tallinn Toeschouwers: 7.500 Scheidsrechter: Kristin Jakobsson (ISL) |

|                                                                |         |                     |        |                                                                                  |
| 2 september EK-kwalificatie № 293 «onderlinge duels» 20:30 uur | Estland | 0 – 1               | Israël | A. Le Coq Arena, Tallinn Toeschouwers: 7.800 Scheidsrechter: Johan Verbist (BEL) |
| 2 september EK-kwalificatie № 293 «onderlinge duels» 20:30 uur |         | 8' Roberto Colautti |        | A. Le Coq Arena, Tallinn Toeschouwers: 7.800 Scheidsrechter: Johan Verbist (BEL) |

|                                                               |                                        |       |         |                                                                                              |
| 11 oktober EK-kwalificatie № 294 «onderlinge duels» 19:00 uur | Rusland                                | 2 – 0 | Estland | Petrovsky Stadion, Sint Petersburg Toeschouwers: 21.500 Scheidsrechter: Eric Braamhaar (NED) |
| 11 oktober EK-kwalificatie № 294 «onderlinge duels» 19:00 uur | Pavel Pogrebnjak 78' Dmitry Sychev 90' |       |         | Petrovsky Stadion, Sint Petersburg Toeschouwers: 21.500 Scheidsrechter: Eric Braamhaar (NED) |

|                                                                  |                                 |       |                             |                                                                                     |
| 15 november Vriendschappelijk № 295 «onderlinge duels» 17:00 uur | Estland                         | 2 – 1 | Wit-Rusland                 | A. Le Coq Arena, Tallinn Toeschouwers: 3.000 Scheidsrechter: Anders Hermansen (DEN) |
| 15 november Vriendschappelijk № 295 «onderlinge duels» 17:00 uur | Andres Oper 17' Andres Oper 66' |       | 63' (pen.) Vjatsjaslaw Hleb | A. Le Coq Arena, Tallinn Toeschouwers: 3.000 Scheidsrechter: Anders Hermansen (DEN) |

### 2007
|                                                                 |                                                                           |       |         |                                                                                             |
| 3 februari Vriendschappelijk № 296 «onderlinge duels» 20:30 uur | Polen                                                                     | 4 – 0 | Estland | Estadio Municipal de Chapín, Jerez Toeschouwers: 150 Scheidsrechter: Daniel Bancalero (ESP) |
| 3 februari Vriendschappelijk № 296 «onderlinge duels» 20:30 uur | Dariusz Dudka 25' Adam Kokoszka 32' Maciej Iwański 70' Paweł Golański 76' |       |         | Estadio Municipal de Chapín, Jerez Toeschouwers: 150 Scheidsrechter: Daniel Bancalero (ESP) |

|                                                                 |                          |       |         |                                                                                |
| 7 februari Vriendschappelijk № 297 «onderlinge duels» 20:15 uur | Slovenië                 | 1 – 0 | Estland | Športni park, Domžale Toeschouwers: 2.900 Scheidsrechter: Damien Ledentu (FRA) |
| 7 februari Vriendschappelijk № 297 «onderlinge duels» 20:15 uur | Klemen Lavrič 34' (pen.) |       |         | Športni park, Domžale Toeschouwers: 2.900 Scheidsrechter: Damien Ledentu (FRA) |

|                                                             |         |                                              |         |                                                                                   |
| 24 maart EK-kwalificatie № 298 «onderlinge duels» 20:30 uur | Estland | 0 – 2                                        | Rusland | A. Le Coq Arena, Tallinn Toeschouwers: 11.000 Scheidsrechter: Darko Ceferin (SLO) |
| 24 maart EK-kwalificatie № 298 «onderlinge duels» 20:30 uur |         | 66' Vladimir Bystrov 78' Aleksandr Kerzjakov |         | A. Le Coq Arena, Tallinn Toeschouwers: 11.000 Scheidsrechter: Darko Ceferin (SLO) |

|                                                             |                                                               |       |         |                                                                                     |
| 28 maart EK-kwalificatie № 299 «onderlinge duels» 20:30 uur | Israël                                                        | 4 – 0 | Estland | Ramat Gan Stadion, Tel Aviv Toeschouwers: 23.658 Scheidsrechter: Cüneyt Çakır (TUR) |
| 28 maart EK-kwalificatie № 299 «onderlinge duels» 20:30 uur | Idan Tal 19' Roberto Colautti 29' Ben Sahar 77' Ben Sahar 80' |       |         | Ramat Gan Stadion, Tel Aviv Toeschouwers: 23.658 Scheidsrechter: Cüneyt Çakır (TUR) |

|                                                           |         |             |         |                                                                                   |
| 2 juni EK-kwalificatie № 300 «onderlinge duels» 20:30 uur | Estland | 0 – 1       | Kroatië | A. Le Coq Arena, Tallinn Toeschouwers: 10.000 Scheidsrechter: Viktor Kassai (HUN) |
| 2 juni EK-kwalificatie № 300 «onderlinge duels» 20:30 uur |         | 32' Eduardo |         | A. Le Coq Arena, Tallinn Toeschouwers: 10.000 Scheidsrechter: Viktor Kassai (HUN) |

|                                                           |         |                                                |          |                                                                                       |
| 6 juni EK-kwalificatie № 301 «onderlinge duels» 21:30 uur | Estland | 0 – 3                                          | Engeland | A. Le Coq Arena, Tallinn Toeschouwers: 11.000 Scheidsrechter: Grzegorz Gilewski (POL) |
| 6 juni EK-kwalificatie № 301 «onderlinge duels» 21:30 uur |         | 37' Joe Cole 54' Michael Owen 62' Peter Crouch |          | A. Le Coq Arena, Tallinn Toeschouwers: 11.000 Scheidsrechter: Grzegorz Gilewski (POL) |

|                                                                |                                        |       |                    |                                                                                    |
| 22 augustus EK-kwalificatie № 302 «onderlinge duels» 19:00 uur | Estland                                | 2 – 1 | Andorra            | A. Le Coq Arena, Tallinn Toeschouwers: 10.000 Scheidsrechter: Adrian McCourt (NIR) |
| 22 augustus EK-kwalificatie № 302 «onderlinge duels» 19:00 uur | Raio Piiroja 34' Indrek Zelinski 90+2' |       | 87' Fernando Silva | A. Le Coq Arena, Tallinn Toeschouwers: 10.000 Scheidsrechter: Adrian McCourt (NIR) |

|                                                                |                           |       |         |                                                                                       |
| 8 september EK-kwalificatie № 303 «onderlinge duels» 20:30 uur | Kroatië                   | 2 – 0 | Estland | Maksimir Stadion, Zagreb Toeschouwers: 20.000 Scheidsrechter: Jérôme Laperriere (SUI) |
| 8 september EK-kwalificatie № 303 «onderlinge duels» 20:30 uur | Eduardo 39' Eduardo 45+1' |       |         | Maksimir Stadion, Zagreb Toeschouwers: 20.000 Scheidsrechter: Jérôme Laperriere (SUI) |

|                                                                 |                  |       |                  |                                                                                    |
| 12 september EK-kwalificatie № 304 «onderlinge duels» 20:30 uur | Macedonië        | 1 – 1 | Estland          | Philip II Arena, Skopje Toeschouwers: 5.000 Scheidsrechter: Leontios Trattou (CYP) |
| 12 september EK-kwalificatie № 304 «onderlinge duels» 20:30 uur | Goran Maznov 30' |       | 17' Raio Piiroja | Philip II Arena, Skopje Toeschouwers: 5.000 Scheidsrechter: Leontios Trattou (CYP) |

|                                                               |                                                                  |       |         |                                                                                       |
| 13 oktober EK-kwalificatie № 305 «onderlinge duels» 15:00 uur | Engeland                                                         | 3 – 0 | Estland | Wembley Stadium, Londen Toeschouwers: 86.655 Scheidsrechter: Nicolai Vollquartz (DEN) |
| 13 oktober EK-kwalificatie № 305 «onderlinge duels» 15:00 uur | Shaun Wright-Phillips 11' Wayne Rooney 32' Taavi Rähn 33' (e.d.) |       |         | Wembley Stadium, Londen Toeschouwers: 86.655 Scheidsrechter: Nicolai Vollquartz (DEN) |

|                                                                 |         |                   |            |                                                                                     |
| 17 oktober Vriendschappelijk № 306 «onderlinge duels» 16:00 uur | Estland | 0 – 1             | Montenegro | A. Le Coq Arena, Tallinn Toeschouwers: 2.000 Scheidsrechter: Peter Fröjdfeldt (SWE) |
| 17 oktober Vriendschappelijk № 306 «onderlinge duels» 16:00 uur |         | 71' Mirko Vučinić |            | A. Le Coq Arena, Tallinn Toeschouwers: 2.000 Scheidsrechter: Peter Fröjdfeldt (SWE) |

|                                                                 |                                            |       |         |                                                                                     |
| 9 november Vriendschappelijk № 307 «onderlinge duels» 17:45 uur | Saoedi-Arabië                              | 2 – 0 | Estland | Prince Sultan bin Fahd Stadion, Jeddah Toeschouwers: 2.500 Scheidsrechter: onbekend |
| 9 november Vriendschappelijk № 307 «onderlinge duels» 17:45 uur | Taisir Al-Jassim 27' Yasser Al-Qahtani 38' |       |         | Prince Sultan bin Fahd Stadion, Jeddah Toeschouwers: 2.500 Scheidsrechter: onbekend |

|                                                                |         |                                   |         |                                                                                         |
| 17 november EK-kwalificatie № 308 «onderlinge duels» 18:00 uur | Andorra | 0 – 2                             | Estland | Estadi Comunal, Andorra la Vella Toeschouwers: 200 Scheidsrechter: William Collum (SCO) |
| 17 november EK-kwalificatie № 308 «onderlinge duels» 18:00 uur |         | 31' Andres Oper 60' Joel Lindpere |         | Estadi Comunal, Andorra la Vella Toeschouwers: 200 Scheidsrechter: William Collum (SCO) |

|                                                                  |             |       |         |                                                                                  |
| 21 november Vriendschappelijk № 309 «onderlinge duels» 16:00 uur | Oezbekistan | 0 – 0 | Estland | MHSK Stadion, Tasjkent Toeschouwers: 3.000 Scheidsrechter: Ravshan Irmatov (UZB) |
| 21 november Vriendschappelijk № 309 «onderlinge duels» 16:00 uur |             |       |         | MHSK Stadion, Tasjkent Toeschouwers: 3.000 Scheidsrechter: Ravshan Irmatov (UZB) |

### 2008
|                                                                  |                                           |       |         |                                                                                    |
| 27 februari Vriendschappelijk № 310 «onderlinge duels» 20:30 uur | Polen                                     | 2 – 0 | Estland | Stadion Główny, Wronki Toeschouwers: 5.000 Scheidsrechter: Stanislav Todorov (BUL) |
| 27 februari Vriendschappelijk № 310 «onderlinge duels» 20:30 uur | Radosław Matusiak 38' Tomasz Zahorski 72' |       |         | Stadion Główny, Wronki Toeschouwers: 5.000 Scheidsrechter: Stanislav Todorov (BUL) |

|                                                               |                                                   |       |        |                                                                                 |
| 26 maart Vriendschappelijk № 311 «onderlinge duels» 16:00 uur | Estland                                           | 2 – 0 | Canada | A. Le Coq Arena, Tallinn Toeschouwers: 1.600 Scheidsrechter: Audrius Zuta (LTU) |
| 26 maart Vriendschappelijk № 311 «onderlinge duels» 16:00 uur | Paul Stalteri 59' (e.d.) Vjatšeslav Zahovaiko 90' |       |        | A. Le Coq Arena, Tallinn Toeschouwers: 1.600 Scheidsrechter: Audrius Zuta (LTU) |

|                                                             |                       |       |                 |                                                                                     |
| 27 mei Vriendschappelijk № 312 «onderlinge duels» 17:00 uur | Estland               | 1 – 1 | Georgië         | A. Le Coq Arena, Tallinn Toeschouwers: 2.500 Scheidsrechter: Thomas Vejlgaard (DEN) |
| 27 mei Vriendschappelijk № 312 «onderlinge duels» 17:00 uur | Tarmo Kink 64' (pen.) |       | 83' Levan Kenia | A. Le Coq Arena, Tallinn Toeschouwers: 2.500 Scheidsrechter: Thomas Vejlgaard (DEN) |

|                                                      |                          |       |         |                                                                              |
| 30 mei Baltic Cup № 313 «onderlinge duels» 17:00 uur | Letland                  | 1 – 0 | Estland | Skonto stadions, Riga Toeschouwers: 4.500 Scheidsrechter: Audrius Zuta (LTU) |
| 30 mei Baltic Cup № 313 «onderlinge duels» 17:00 uur | Juris Laizāns 48' (pen.) |       |         | Skonto stadions, Riga Toeschouwers: 4.500 Scheidsrechter: Audrius Zuta (LTU) |

|                                                      |         |                           |          |                                                                                |
| 31 mei Baltic Cup № 314 «onderlinge duels» 16:00 uur | Estland | 0 – 1                     | Litouwen | Slokas Stadion, Jūrmala Toeschouwers: 1.300 Scheidsrechter: Roman Lajuks (LAT) |
| 31 mei Baltic Cup № 314 «onderlinge duels» 16:00 uur |         | 89' Valerijus Mizigurskis |          | Slokas Stadion, Jūrmala Toeschouwers: 1.300 Scheidsrechter: Roman Lajuks (LAT) |

|                                                             |                                                                                     |       |                                                               |                                                                                      |
| 4 juni Vriendschappelijk № 312 «onderlinge duels» 17:00 uur | Estland                                                                             | 4 – 3 | Faeröer                                                       | A. Le Coq Arena, Tallinn Toeschouwers: 3.500 Scheidsrechter: Daniel Stalhammar (SWE) |
| 4 juni Vriendschappelijk № 312 «onderlinge duels» 17:00 uur | Vjatšeslav Zahovaiko 9' Vjatšeslav Zahovaiko 14' Tarmo Kink 28' Jevgeni Novikov 75' |       | 63' Christian Holst 66' Christian Holst 70' (pen.) Súni Olsen | A. Le Coq Arena, Tallinn Toeschouwers: 3.500 Scheidsrechter: Daniel Stalhammar (SWE) |

|                                                                  |                               |       |                  |                                                                                      |
| 20 augustus Vriendschappelijk № 313 «onderlinge duels» 18:00 uur | Estland                       | 2 – 1 | Malta            | A. Le Coq Arena, Tallinn Toeschouwers: 2.700 Scheidsrechter: Grzegorz Gilewski (POL) |
| 20 augustus Vriendschappelijk № 313 «onderlinge duels» 18:00 uur | Ats Purje 22' Andres Oper 53' |       | 8' Ian Azzopardi | A. Le Coq Arena, Tallinn Toeschouwers: 2.700 Scheidsrechter: Grzegorz Gilewski (POL) |

|                                                                |                                                     |       |                                     |                                                                                   |
| 6 september WK-kwalificatie № 314 «onderlinge duels» 19:45 uur | België                                              | 3 – 2 | Estland                             | Stade Maurice Dufrasne, Luik Toeschouwers: 17.992 Scheidsrechter: Mike Dean (ENG) |
| 6 september WK-kwalificatie № 314 «onderlinge duels» 19:45 uur | Wesley Sonck 39' Steven Defour 75' Wesley Sonck 81' |       | 57' Sergei Zenjov 90+2' Andres Oper | Stade Maurice Dufrasne, Luik Toeschouwers: 17.992 Scheidsrechter: Mike Dean (ENG) |

|                                                                 | |       |         |                                                                             |
| 10 september WK-kwalificatie № 315 «onderlinge duels» 20:15 uur | Bosnië en Herzegovina | 7 – 0 | Estland | Bilino Polje, Zenica Toeschouwers: 12.500 Scheidsrechter: Pavel Balaj (ROM) |
| 10 september WK-kwalificatie № 315 «onderlinge duels» 20:15 uur | Zvjezdan Misimović 25' Zvjezdan Misimović 30' (pen.) Zvjezdan Misimović 56' Zlatan Muslimovic 58' Edin Džeko 60' Edin Džeko 72' Senijad Ibričić 89' |       |         | Bilino Polje, Zenica Toeschouwers: 12.500 Scheidsrechter: Pavel Balaj (ROM) |

|                                                               |         |                                                     |        |                                                                                   |
| 11 oktober WK-kwalificatie № 316 «onderlinge duels» 20:45 uur | Estland | 0 – 3                                               | Spanje | A. Le Coq Arena, Tallinn Toeschouwers: 9.200 Scheidsrechter: Jonas Eriksson (SWE) |
| 11 oktober WK-kwalificatie № 316 «onderlinge duels» 20:45 uur |         | 34' Juanito 38' (pen.) David Villa 69' Carles Puyol |        | A. Le Coq Arena, Tallinn Toeschouwers: 9.200 Scheidsrechter: Jonas Eriksson (SWE) |

|                                                               |         |       |         |                                                                                 |
| 15 oktober WK-kwalificatie № 317 «onderlinge duels» 21:30 uur | Estland | 0 – 0 | Turkije | A. Le Coq Arena, Tallinn Toeschouwers: 6.500 Scheidsrechter: Robert Małek (POL) |
| 15 oktober WK-kwalificatie № 317 «onderlinge duels» 21:30 uur |         |       |         | A. Le Coq Arena, Tallinn Toeschouwers: 6.500 Scheidsrechter: Robert Małek (POL) |

|                                                                  |                |       |                     |                                                                                   |
| 12 november Vriendschappelijk № 318 «onderlinge duels» 19:00 uur | Estland        | 1 – 1 | Letland             | A. Le Coq Arena, Tallinn Toeschouwers: 2.000 Scheidsrechter: Brage Sandmoen (NOR) |
| 12 november Vriendschappelijk № 318 «onderlinge duels» 19:00 uur | Tarmo Kink 52' |       | 75' Kristaps Grebis | A. Le Coq Arena, Tallinn Toeschouwers: 2.000 Scheidsrechter: Brage Sandmoen (NOR) |

|                                                                  |                            |       |          |                                                                                    |
| 18 november Vriendschappelijk № 319 «onderlinge duels» 17:00 uur | Estland                    | 1 – 0 | Moldavië | A. Le Coq Arena, Tallinn Toeschouwers: 1.500 Scheidsrechter: Claus Bo Larsen (DEN) |
| 18 november Vriendschappelijk № 319 «onderlinge duels» 17:00 uur | Vladimir Voskoboinikov 56' |       |          | A. Le Coq Arena, Tallinn Toeschouwers: 1.500 Scheidsrechter: Claus Bo Larsen (DEN) |

|                                                                  |                |       |                            |                                                                                            |
| 22 november Vriendschappelijk № 320 «onderlinge duels» 12:00 uur | Estland        | 1 – 1 | Litouwen                   | Kuressaare linnastaadion, Kuressaare Toeschouwers: 800 Scheidsrechter: Tero Nieminen (FIN) |
| 22 november Vriendschappelijk № 320 «onderlinge duels» 12:00 uur | Sander Puri 6' |       | 35' Vitalijus Kavaliauskas | Kuressaare linnastaadion, Kuressaare Toeschouwers: 800 Scheidsrechter: Tero Nieminen (FIN) |

### 2009
|                                                                  |         |                                         |            |                                                                                      |
| 11 februari Vriendschappelijk № 324 «onderlinge duels» 17:00 uur | Estland | 0 – 2                                   | Kazachstan | Mardan Sports Complex, Antalya Toeschouwers: 200 Scheidsrechter: Hüseyin Göçek (TUR) |
| 11 februari Vriendschappelijk № 324 «onderlinge duels» 17:00 uur |         | 28' Roeslan Baltiev 81' Roeslan Baltiev |            | Mardan Sports Complex, Antalya Toeschouwers: 200 Scheidsrechter: Hüseyin Göçek (TUR) |

|                                                             |                                             |       |                                            |                                                                               |
| 28 maart WK-kwalificatie № 325 «onderlinge duels» 17:00 uur | Armenië                                     | 2 – 2 | Estland                                    | Hrazdan Stadion, Jerevan Toeschouwers: 3.000 Scheidsrechter: Luc Wilmes (LUX) |
| 28 maart WK-kwalificatie № 325 «onderlinge duels» 17:00 uur | Henrich Mchitarjan 33' Gevorg Ghazaryan 87' |       | 38' Konstantin Vassiljev 67' Sergei Zenjov | Hrazdan Stadion, Jerevan Toeschouwers: 3.000 Scheidsrechter: Luc Wilmes (LUX) |

|                                                            |                 |       |         |                                                                                     |
| 1 april WK-kwalificatie № 326 «onderlinge duels» 17:00 uur | Estland         | 1 – 0 | Armenië | A. Le Coq Arena, Tallinn Toeschouwers: 5.200 Scheidsrechter: Cyril Zimmermann (SUI) |
| 1 april WK-kwalificatie № 326 «onderlinge duels» 17:00 uur | Sander Puri 83' |       |         | A. Le Coq Arena, Tallinn Toeschouwers: 5.200 Scheidsrechter: Cyril Zimmermann (SUI) |

|                                                             |                            |       |         |                                                                                        |
| 29 mei Vriendschappelijk № 327 «onderlinge duels» 19:30 uur | Wales                      | 1 – 0 | Estland | Millennium Stadium, Cardiff Toeschouwers: 4.071 Scheidsrechter: Magnús Thórisson (ISL) |
| 29 mei Vriendschappelijk № 327 «onderlinge duels» 19:30 uur | Robert Earnshaw 26' (pen.) |       |         | Millennium Stadium, Cardiff Toeschouwers: 4.071 Scheidsrechter: Magnús Thórisson (ISL) |

|                                                             |                                                                 |       |                    |                                                                                       |
| 6 juni Vriendschappelijk № 328 «onderlinge duels» 17:00 uur | Estland                                                         | 3 – 0 | Equatoriaal-Guinea | A. Le Coq Arena, Tallinn Toeschouwers: 2.150 Scheidsrechter: Paulius Malzinskas (LTU) |
| 6 juni Vriendschappelijk № 328 «onderlinge duels» 17:00 uur | Kristen Viikmäe 8' Vladimir Voskoboinikov 35' Sergei Zenjov 90' |       |                    | A. Le Coq Arena, Tallinn Toeschouwers: 2.150 Scheidsrechter: Paulius Malzinskas (LTU) |

|                                                              |         |       |          |                                                                                     |
| 10 juni Vriendschappelijk № 329 «onderlinge duels» 20:30 uur | Estland | 0 – 0 | Portugal | A. Le Coq Arena, Tallinn Toeschouwers: 7.000 Scheidsrechter: Michael Svendsen (DEN) |
| 10 juni Vriendschappelijk № 329 «onderlinge duels» 20:30 uur |         |       |          | A. Le Coq Arena, Tallinn Toeschouwers: 7.000 Scheidsrechter: Michael Svendsen (DEN) |

|                                                                  |         |                  |          |                                                                                      |
| 12 augustus Vriendschappelijk № 330 «onderlinge duels» 19:15 uur | Estland | 0 – 1            | Brazilië | A. Le Coq Arena, Tallinn Toeschouwers: 8.550 Scheidsrechter: Martin Ingvarsson (SWE) |
| 12 augustus Vriendschappelijk № 330 «onderlinge duels» 19:15 uur |         | 44' Luis Fabiano |          | A. Le Coq Arena, Tallinn Toeschouwers: 8.550 Scheidsrechter: Martin Ingvarsson (SWE) |

|                                                                |                                                                      |       |                                                    |                                                                                              |
| 5 september WK-kwalificatie № 331 «onderlinge duels» 20:00 uur | Turkije                                                              | 4 – 2 | Estland                                            | Kayseri Kadir Has Stadion, Kayseri Toeschouwers: 28.569 Scheidsrechter: Tommy Skjerven (NOR) |
| 5 september WK-kwalificatie № 331 «onderlinge duels» 20:00 uur | Tuncay Şanlı 29' Sercan Yıldırım 36' Arda Turan 61' Tuncay Şanlı 72' |       | 7' Vladimir Voskoboinikov 52' Konstantin Vassiljev | Kayseri Kadir Has Stadion, Kayseri Toeschouwers: 28.569 Scheidsrechter: Tommy Skjerven (NOR) |

|                                                                |                                                             |       |         |                                                                                 |
| 9 september WK-kwalificatie № 332 «onderlinge duels» 21:00 uur | Spanje                                                      | 3 – 0 | Estland | Estadio Romano, Mérida Toeschouwers: 14.362 Scheidsrechter: Oleh Oriekhov (UKR) |
| 9 september WK-kwalificatie № 332 «onderlinge duels» 21:00 uur | Cesc Fàbregas 33' Santiago Cazorla 81' Juan Manuel Mata 90' |       |         | Estadio Romano, Mérida Toeschouwers: 14.362 Scheidsrechter: Oleh Oriekhov (UKR) |

|                                                               |         |                                   |                       |                                                                                   |
| 10 oktober WK-kwalificatie № 333 «onderlinge duels» 19:00 uur | Estland | 0 – 2                             | Bosnië en Herzegovina | A. Le Coq Arena, Tallinn Toeschouwers: 5.500 Scheidsrechter: Nicola Rizzoli (ITA) |
| 10 oktober WK-kwalificatie № 333 «onderlinge duels» 19:00 uur |         | 30' Edin Džeko 64' Vedad Ibišević |                       | A. Le Coq Arena, Tallinn Toeschouwers: 5.500 Scheidsrechter: Nicola Rizzoli (ITA) |

|                                                               |                                           |       |        |                                                                                       |
| 14 oktober WK-kwalificatie № 334 «onderlinge duels» 19:30 uur | Estland                                   | 2 – 0 | België | A. Le Coq Arena, Tallinn Toeschouwers: 4.680 Scheidsrechter: Nicolai Vollquartz (DEN) |
| 14 oktober WK-kwalificatie № 334 «onderlinge duels» 19:30 uur | Raio Piiroja 30' Konstantin Vassiljev 67' |       |        | A. Le Coq Arena, Tallinn Toeschouwers: 4.680 Scheidsrechter: Nicolai Vollquartz (DEN) |

|                                                                  |         |       |         |                                                                                      |
| 14 november Vriendschappelijk № 335 «onderlinge duels» 15:00 uur | Estland | 0 – 0 | Albanië | A. Le Coq Arena, Tallinn Toeschouwers: 2.110 Scheidsrechter: Audrius Kancleris (LTU) |
| 14 november Vriendschappelijk № 335 «onderlinge duels» 15:00 uur |         |       |         | A. Le Coq Arena, Tallinn Toeschouwers: 2.110 Scheidsrechter: Audrius Kancleris (LTU) |

|                                                                  |        |                 |         |                                                                                               |
| 30 december Vriendschappelijk № 336 «onderlinge duels» 19:00 uur | Angola | 0 – 1           | Estland | Estadio Municipal, Real de Santo António Toeschouwers: 200 Scheidsrechter: Nuno Almeida (POR) |
| 30 december Vriendschappelijk № 336 «onderlinge duels» 19:00 uur |        | 79' Kaimar Saag |         | Estadio Municipal, Real de Santo António Toeschouwers: 200 Scheidsrechter: Nuno Almeida (POR) |

EJL · A-internationals · Bondscoaches · Statistieken · Estisch vrouwenelftal · Olympisch elftal · Estland U21 · Estland U20 · Estland U19 · Estland U18 · Estland U17 · Estland U16
1920 – 1929 ·
1930 – 1939 ·
1940 – 1949 ·
1950 – 1990 · 
1990 – 1999 ·
2000 – 2009 ·
2010 – 2019 ·
2020 − 2029
OS 1924
1920 ·
1921 ·
1922 ·
1923 ·
1924 ·
1925 ·
1926 ·
1927 ·
1928 ·
1929 · 
1930 · 
1931 · 
1932 · 
1933 · 
1934 · 
1935 · 
1936 · 
1937 · 
1938 · 
1939 · 
1940 · 
1941 · 
1942 · 
1943 · 1944 · 
1945 · 
1946 · 
1947 · 
1948 · 
1949 · 
1950 – 1990 · 
1991 · 
1992 · 
1993 · 
1994 · 
1995 · 
1996 · 
1997 · 
1998 · 
1999 · 
2000 · 
2001 · 
2002 · 
2003 · 
2004 · 
2005 · 
2006 · 
2007 · 
2008 · 
2009 · 
2010 · 
2011 · 
2012 · 
2013 · 
2014 · 
2015 · 
2016 ·
2017 ·
2018 ·
2019 ·
2020
Albanië ·
Andorra ·
Angola ·
Antigua en Barbuda ·
Argentinië ·
Armenië ·
Azerbeidzjan ·
België ·
Bosnië-Herzegovina ·
Brazilië ·
Bulgarije ·
Canada ·
Chili ·
China ·
Cyprus ·
Denemarken ·
Duitsland ·
Ecuador ·
Egypte ·
El Salvador ·
Engeland ·
Equatoriaal-Guinea ·
Faeröer ·
Fiji ·
Filipijnen ·
Finland ·
Frankrijk ·
Georgië · 
Gibraltar ·
Griekenland ·
Hongarije ·
Hongkong ·
Ierland ·
IJsland ·
Indonesië ·
Irak ·
Israël ·
Italië ·
Jordanië ·
Kazachstan ·
Kirgizië ·
Kroatië ·
Letland ·
Libanon ·
Liechtenstein ·
Litouwen ·
Luxemburg ·
Malta ·
Marokko ·
Mexico ·
Moldavië ·
Montenegro ·
Nederland ·
Nieuw-Caledonië ·
Nieuw-Zeeland ·
Noord-Ierland ·
Noord-Macedonië ·
Noorwegen ·
Oekraïne ·
Oezbekistan ·
Oman ·
Oostenrijk ·
Polen ·
Portugal ·
Qatar ·
Roemenië ·
Rusland ·
Saint Kitts en Nevis ·
San Marino ·
Saoedi-Arabië ·
Schotland ·
Servië ·
Slovenië ·
Slowakije · 
Spanje ·
Tadzjikistan ·
Thailand ·
Trinidad en Tobago ·
Tsjechië ·
Turkije ·
Turkmenistan ·
Uruguay ·
Vanuatu ·
Venezuela ·
Verenigde Arabische Emiraten ·
Verenigde Staten ·
Vietnam ·
Wales ·
Wit-Rusland ·
Zweden ·
Zwitserland
AFC-zone: Afghanistan · Australië · Bahrein · Bangladesh · Bhutan · Brunei · Cambodja · China · Filipijnen · Guam · Hongkong · India · Indonesië · Iran · Irak · Japan · Jemen · Jordanië · Koeweit · Kirgizië · Laos · Libanon · Macau · Maleisië · Maldiven · Mongolië · Myanmar · Nepal · Noord-Korea · Oezbekistan · Oman · Oost-Timor · Pakistan · Palestina · Qatar · Saoedi-Arabië · Singapore · Sri Lanka · Syrië · Tadzjikistan · Taiwan · Thailand · Turkmenistan · Verenigde Arabische Emiraten · Vietnam · Zuid-Korea

CAF-zone: Algerije · Angola · Benin · Botswana · Burkina Faso · Burundi · Centraal-Afrikaanse Republiek · Comoren · Congo-Brazzaville · Congo-Kinshasa · Djibouti · Egypte · Equatoriaal-Guinea · Eritrea · Ethiopië · Gabon · Gambia · Ghana · Guinee · Guinee-Bissau · Ivoorkust · Kaapverdië · Kameroen · Kenia · Lesotho · Liberia · Libië · Madagaskar · Malawi · Mali  ·Mauritanië · Mauritius · Marokko · Mozambique · Namibië · Niger · Nigeria · Oeganda · Rwanda · Sao Tomé en Principe · Senegal · Seychellen · Sierra Leone · Soedan · Somalië · Swaziland · Tanzania · Togo · Tsjaad · Tunesië · Zambia · Zimbabwe · Zuid-Afrika

CONCACAF-zone: Amerikaanse Maagdeneilanden · Anguilla · Antigua en Barbuda · Aruba · Bahama's · Barbados · Belize · Bermuda · Britse Maagdeneilanden · Canada · Kaaimaneilanden · Costa Rica · Cuba · Dominica · Dominicaanse Republiek · El Salvador · Frans Guyana · Grenada · Guadeloupe · Guatemala · Guyana · Haïti · Honduras · Jamaica · Martinique · Mexico · Montserrat · 
Nicaragua · Panama · Puerto Rico · Saint Kitts en Nevis · Saint Lucia · Saint Vincent en de Grenadines · Sint Maarten · Suriname · Trinidad en Tobago · Turks- en Caicoseilanden · Verenigde Staten

CONMEBOL-zone: Argentinië · Bolivia · Brazilië · Chili · Colombia · Ecuador · Paraguay · Peru · Uruguay · Venezuela

OFC-zone: Amerikaans-Samoa · Cookeilanden · Fiji · Nieuw-Caledonië · Nieuw-Zeeland · Papoea-Nieuw-Guinea · Samoa · Salomoneilanden · Tahiti · Tonga · Vanuatu

UEFA-zone: Albanië · Andorra · Armenië · Azerbeidzjan · België · Bosnië en Herzegovina · Bulgarije · Cyprus · Denemarken · Duitsland · Engeland · Estland · Faeröer · Finland · Frankrijk · Georgië · Griekenland · Hongarije · IJsland · Ierland · Israël · Italië · Kazachstan · Kroatië · Letland · Liechtenstein · Litouwen · Luxemburg · Macedonië · Malta · Moldavië · Montenegro · Nederland · Noord-Ierland · Noorwegen · Oekraïne · Oostenrijk · Polen · Portugal · Roemenië · Rusland · San Marino · Schotland · Servië · Servië en Montenegro · Slovenië · Slowakije · Spanje · Tsjechië · Turkije · Wales · Wit-Rusland · Zweden · Zwitserland